# Megacephala virginica
Megacephala virginica är en skalbaggsart som först beskrevs av Carl von Linné 1767.  Megacephala virginica ingår i släktet Megacephala och familjen jordlöpare. Inga underarter finns listade i Catalogue of Life.